# مقام‌های اشرافی در بریتانیا

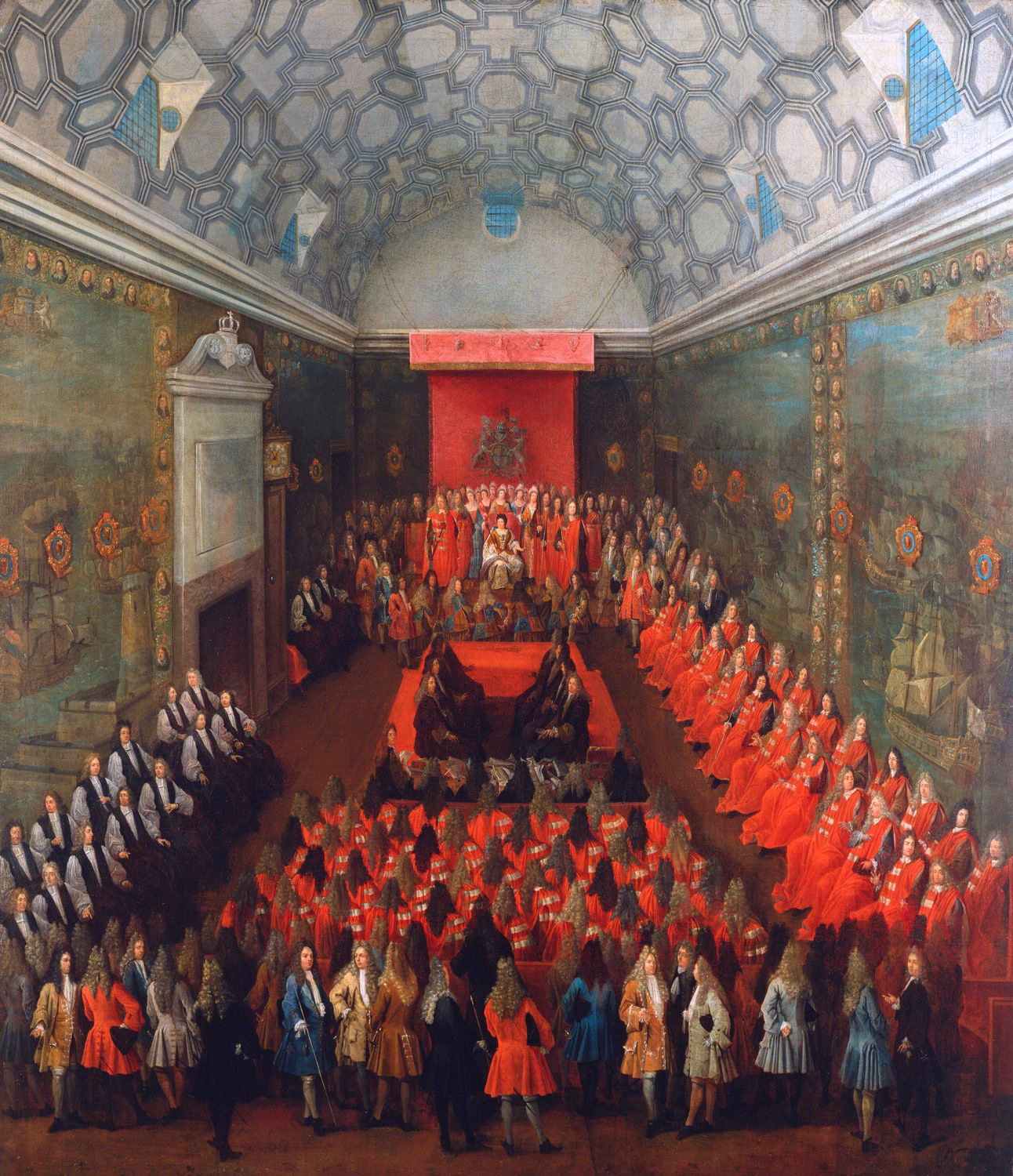
جلسه مجلس اعیان بریتانیا با حضور آن بریتانیای کبیر. دعوت‌شدگان با توجه به القاب و رتبه درباری دسته‌بندی شده‌اند. اثر پیتر تیله‌مانز.

اعطای لقب‌های پادشاهی و تشریفاتی از سوی دربار بریتانیا در تاریخ انگلستان قدمتی هزار ساله دارد.

## طبقه اشراف
القاب سلطنتی دربار بریتانیا دارای ۵ عنوان مهم است.
بالاترین و مهم‌ترین این درجات، عنوان دوک و دوشس است.
پس از لقب دوک، عنوان مارکی و مارکز وجود دارد و افراد دارای این عنوان‌ها لرد و لیدی خطاب می‌شوند. هم‌اکنون تنها ۳۴ نفر، دارای این لقب تشریفاتی در دربار بریتانیا هستند.
سومین درجه مهم دربار بریتانیا، عنوان اِرل یا کُنت و کُنتِس است. این لقب برای اولین‌بار در سده ۱۰ میلادی، اعطا شد. هم‌اکنون به غیر از شاهزاده ادوارد، ارل وِسِکس چهارمین پسر الیزابت دوم و همسرش سوفی، کنتس وسکس، ۱۹۱ مرد و ۴ زن دارای این لقب هستند.
چهارمین درجه مهم سلطنتی، عنوان ویکنت و ویکونتِس است. افراد دارای این عنوان رسماً لُرد خطاب می‌شوند.
پنجمین و آخرین عنوان مهم دربار بریتانیا، بارون و بارونِس، اولین‌بار در سده ۱۳ میلادی، اعطا شد. افراد دارای این عنوان نیز لُرد و لِیدی خطاب می‌شوند. از عنوان بارون و بارونِس تنها در اسناد قانونی یا رسمی استفاده می‌شود. از ایرانی‌تبارهای دارای این لقب، می‌توان به بارون آلیانس و بارونس هاله افشار اشاره کرد.

## مراسم اعطای نشان و القاب
اعطای نشان و لقب در دربار بریتانیا، هر سال در دو نوبت انجام می‌شود، در سال‌روز تولد الیزابت دوم و به‌مناسبت فرا رسیدن سال نوی میلادی.

## یادداشت
1. ↑  عنوان‌ها معادل مؤنث نیز دارند.

## برای مطالعهٔ بیشتر
- مظاهری، علی‌اکبر (۲ آبان ۱۳۹۶). «لردها، شوالیه‌ها و ساختار اشرافی». راسخون.